# Селиванов, Пётр Максимович
Пётр Максимович Селиванов (1894—1937) — сотрудник органов охраны правопорядка, старший майор милиции (1936).

## Биография
Начальник Управления рабоче-крестьянской милиции Управления НКВД по Одесской области с мая 1935 по июль 1937. В ходе сталинских репрессий расстрелян органами НКВД 4 августа 1937. Реабилитирован в 1959.

### Звания
- старший майор милиции, 11 июля 1936;
- полковник милиции, 1959 (посмертно).